# 釜口水門

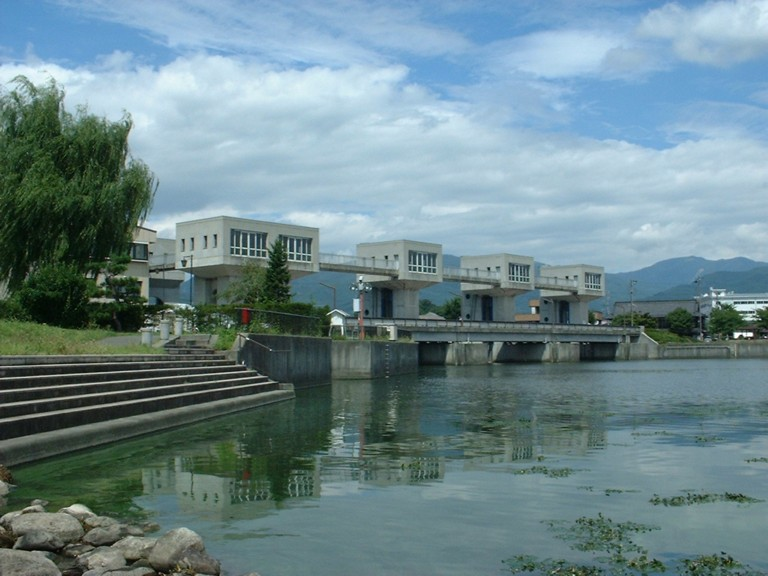
上流側から見た釜口水門

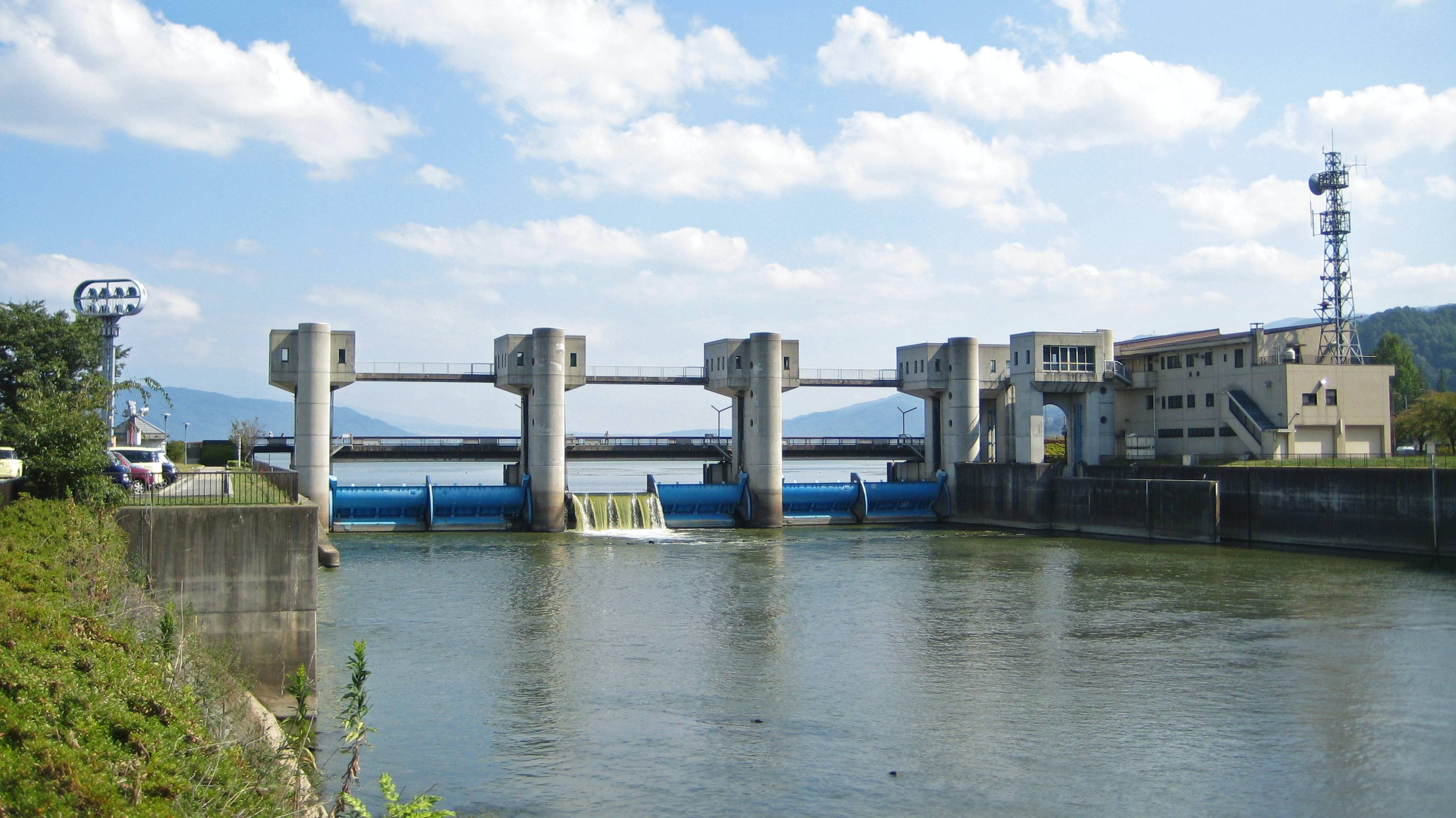
下流側から見た釜口水門

釜口水門（かまぐちすいもん）は、長野県岡谷市にあり、諏訪湖から天竜川が流れ出る地点に位置する水門。天竜川の起点である。

## アクセス
- 座標 - 北緯36度3分16秒 東経138度3分9秒 / 北緯36.05444度 東経138.05250度
- 所在地 - 〒394-0044 長野県岡谷市湊1丁目9-5
- アクセス - JR中央本線岡谷駅から徒歩約15分

## 歴史
諏訪湖には31の河川が流入するが、流出河川は天竜川のみである。諏訪湖を取り巻く流域面積は湖面積の40倍にもなり、大雨が降るとたちまち氾濫を招いていた。このため、古くは天正年間頃から治水工事に着手。江戸時代、諏訪湖の出口である釜口の水の流れを円滑にし、諏訪湖の水位を下げる工事が盛んにおこなわれた。特に天保年間、伊藤五六郎が釜口の浜中島を撤去した工事は有名である。1868年（明治元年）には弁天島を取り除くなど排水を促した。
葛飾北斎の「富嶽三十六景　信州諏訪湖」の中央に描かれている祠は弁天島とされている。
人為的に水位を調整できる水門が諏訪湖の治水事業として釜口水門の建設が計画され、1932年（昭和7年）11月に水門の建設を開始、1936年（昭和11年）に総工事費用32万円を投じて初代水門が竣工した。
その後、諏訪湖周辺の何度かの氾濫後の1967年（昭和42年）の「諏訪湖治水計画」では、最大放流量を200立方メートルから、600立方メートルに拡大するなどとされた。ただし、この計画に準ずると、初代水門は老朽化や断面不足などの理由により改修は不可能とされた。その後、1973年に2代目水門建設の計画が開始され、1979年に着工することとなる。1988年に初代水門から諏訪湖側（上流）に約80メートルの地点に2代目水門が完成した。2代目水門はフラップ式二段ゲートが採用され、上段は魚腹型フラップゲート、下段はシェル構造ローラーゲートの構造となる。完成後、1989年に初代水門の取り壊しが開始された。その際には、本体をブロック状に切り出し、2代目水門の護岸ブロックとして利用されている。

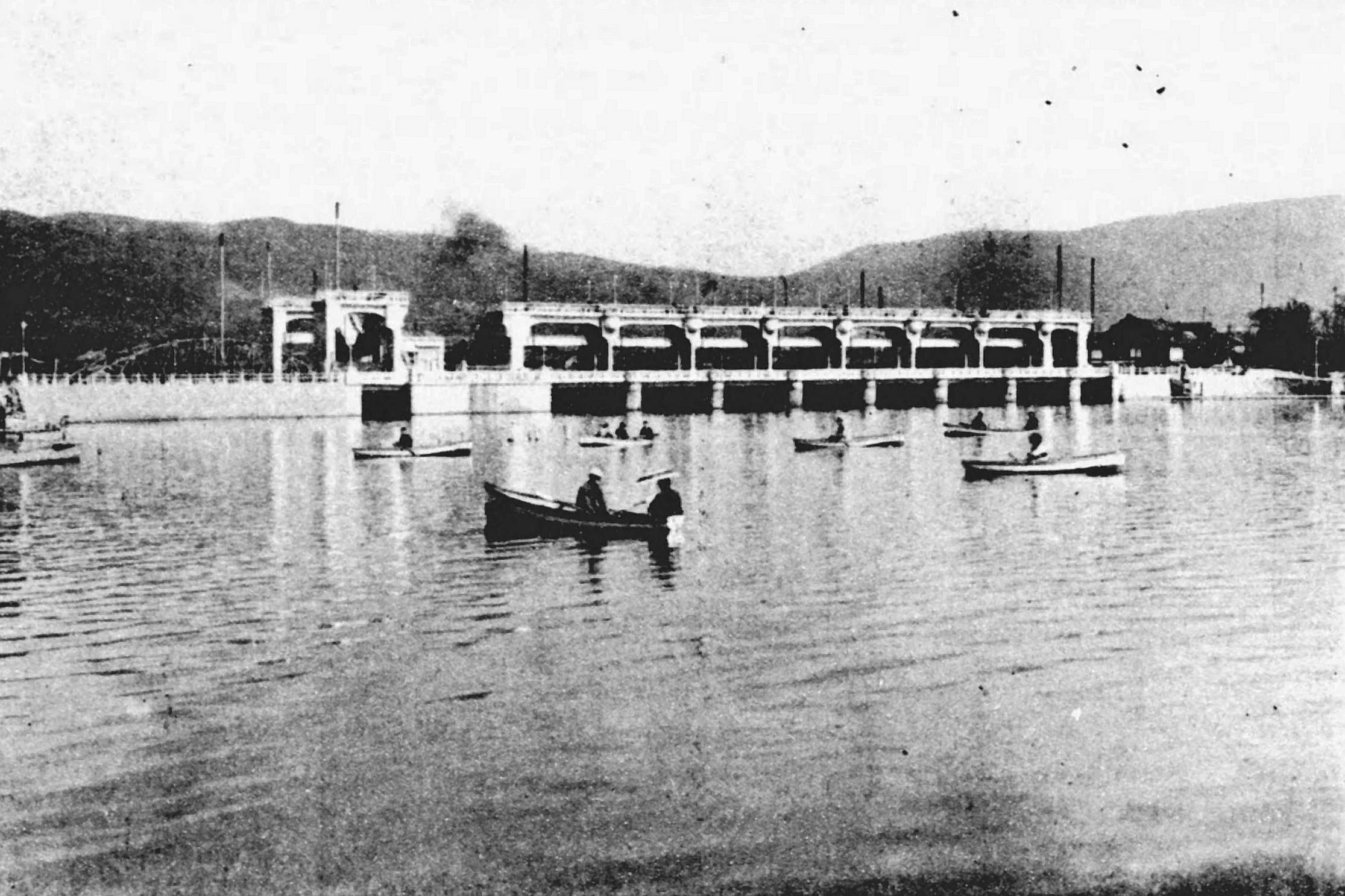
旧釜口水門（諏訪湖側より）
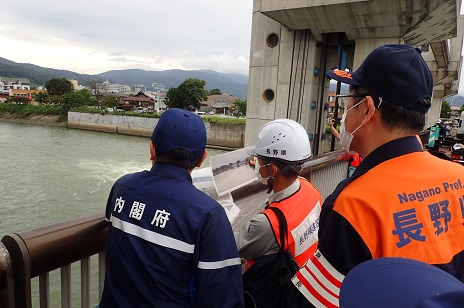
令和3年8月の大雨後に釜口水門を視察する内閣府副大臣赤澤亮正

## 構造

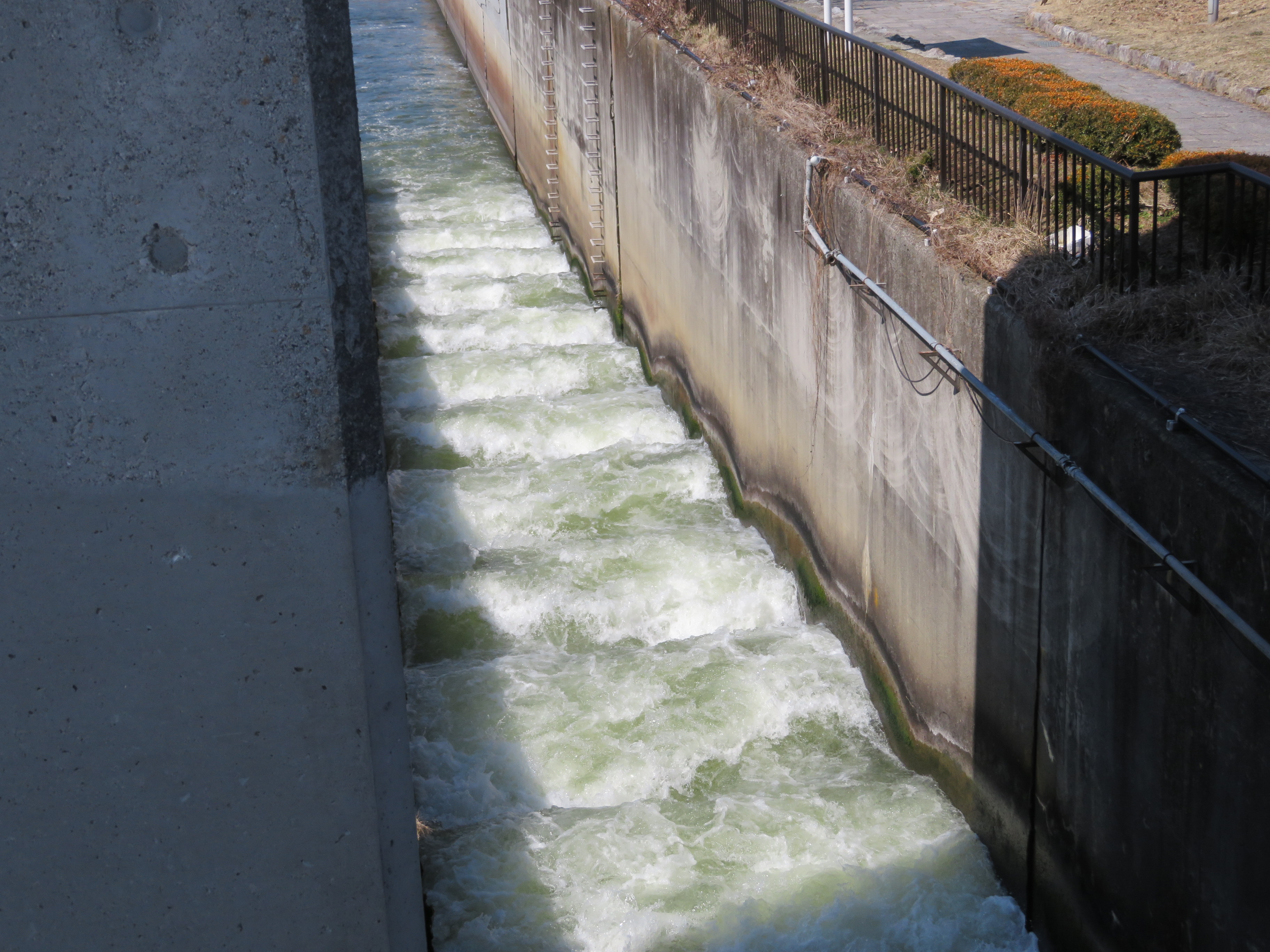
釜口水門の魚道(2021.3.7)

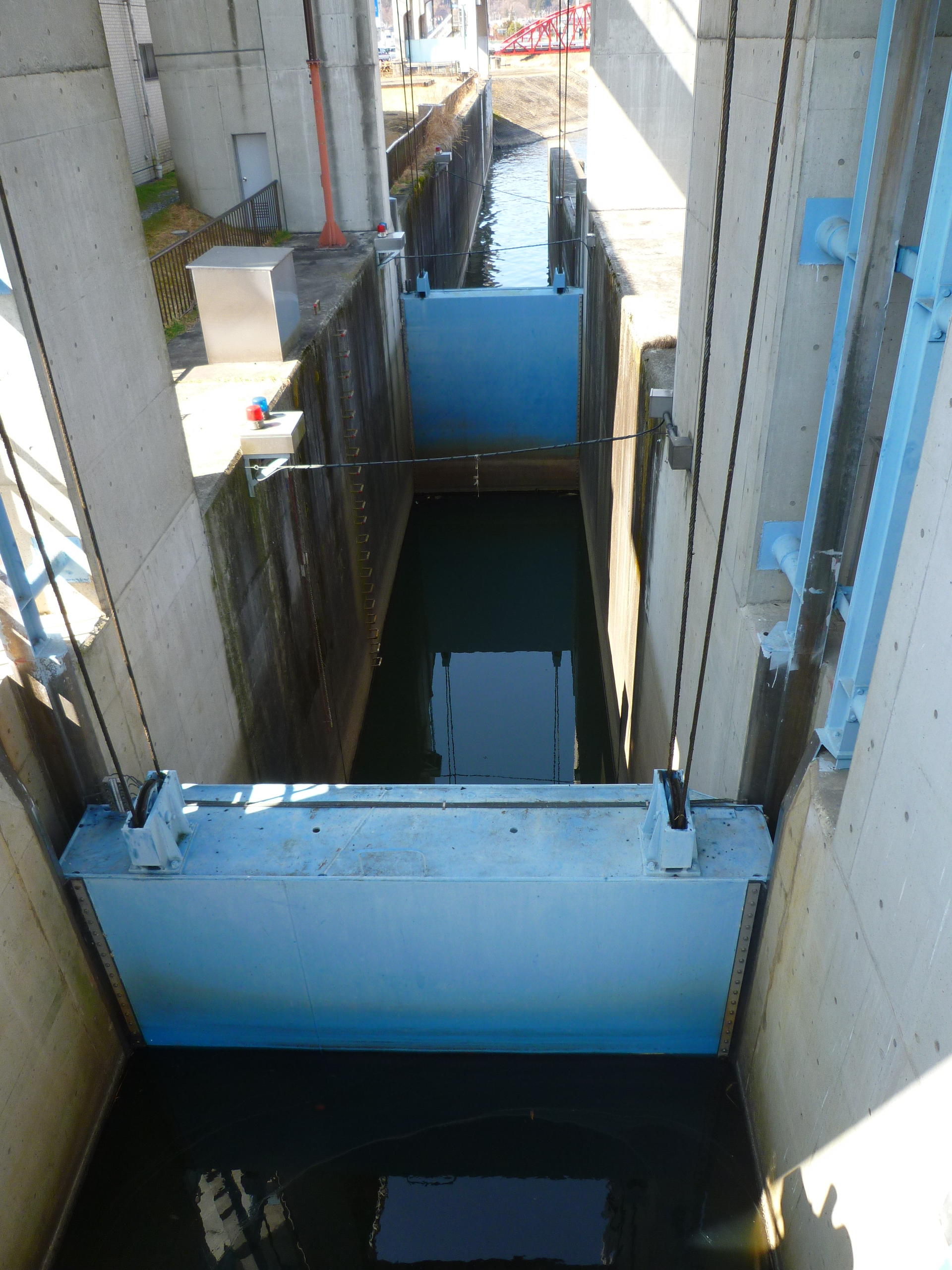
舟通し水門(2021.3.7)

水門の南側には、漁船を通すパナマ運河方式の舟通し水門がある。また、北側には階段状になった魚道が設けられている。
水門が位置する諏訪湖と天竜川には、約3.5メートルの水位差があるため、舟通し水門・魚道が設置され、舟通し水門はパナマ運河方式になっている。また、魚道を流れる水量は毎秒2〜4立方メートル、流速は毎秒2メートル以下になるようにつくられている。

## 周辺施設
「釜口水門水の資料室」が設置されており、諏訪湖や釜口水門、過去の災害に関する資料が展示されている。水門の諏訪湖側には遊歩道の橋が設けられているほか、南側には地元出身の「琵琶湖周航の歌」の作詞者小口太郎の銅像が立ち、旧水門建設時にトロッコ牽引で活躍したディーゼル機関車「プリマス号」（アメリカ製）が展示されている。釜口水門管理事務所では釜口水門の「水門カード」を配布している。
釜口水門すぐ近くの湖畔沿いに岡谷湖畔公園がある。武井直也、立川義明、細川宗英、大和作内の野外彫刻が展示されているほか、「うなぎのまち岡谷」の会が建立した「寒の土用丑の日発祥の地」 と刻まれた記念碑がある。

小口太郎像
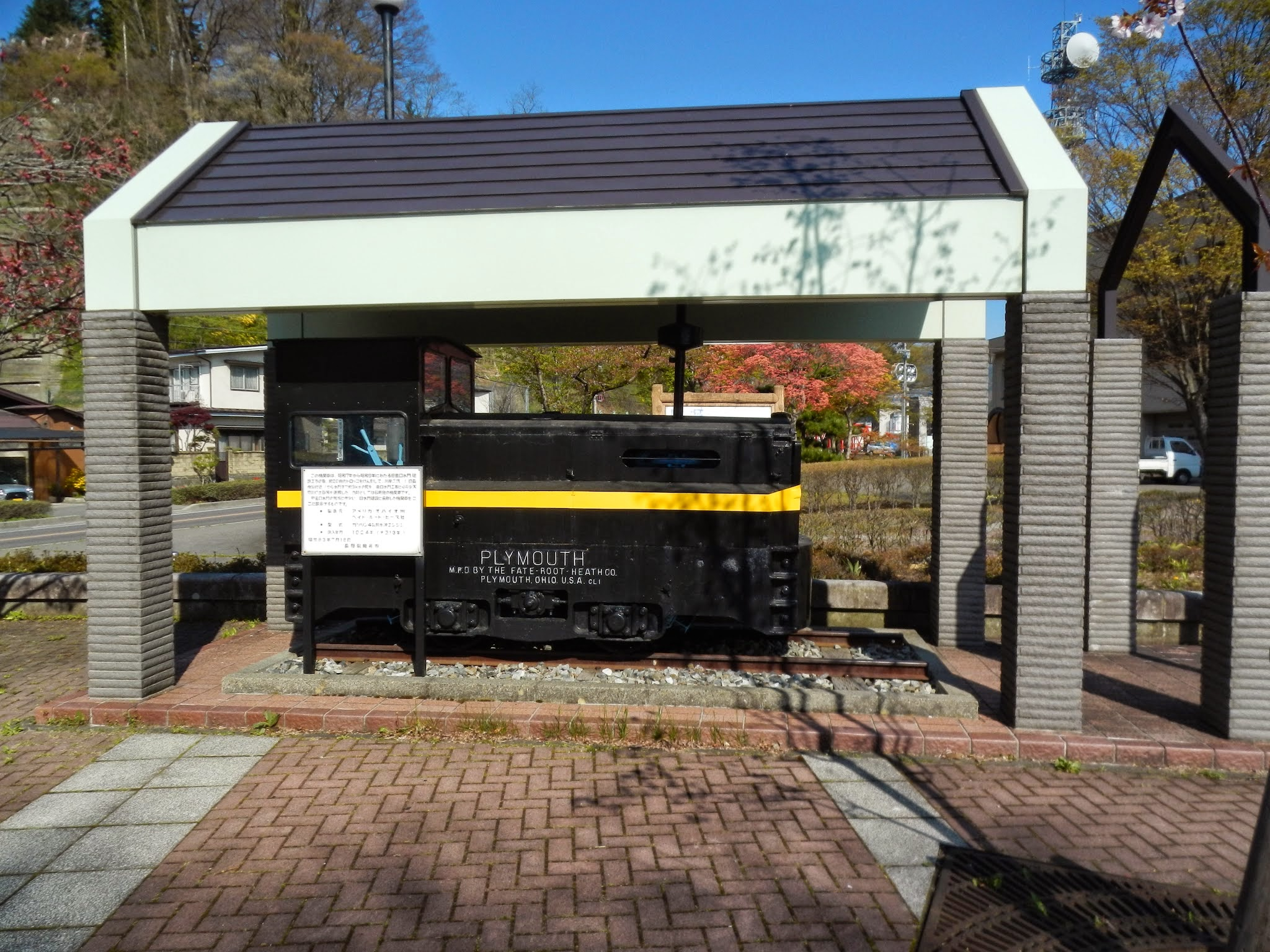
プリマス号